# Список правителей Лотарингии
Лотарингия выделилась в 855 году после раздела «Срединного королевства» императора Лотаря I. Первоначально Лотарингия была королевством, а в начале X века стала герцогством.

## Королевство Лотарингия (855—923)

### Каролинги
- 843—855: Лотарь I (795—855), император с 817, король Италии с 818, король «Срединного королевства» (буд. Лотарингия) с 843, сын императора Людовика I Благочестивого
- 855—869: Лотарь II (ок. 835—869), король Лотарингии с 855, сын Лотаря I
- 869—877: Карл II Лысый (823—877), король Франции с 840, король Италии с 876, император с 875, король Лотарингии с 869, брат Лотаря I
- 870—876: Людовик II Немецкий (804/805 — 876), король Германии с 843, король Лотарингии (Людовик I) с 870, брат Лотаря I
- 877—879: Людовик II Заика (846—879), король Франции с 877, король Лотарингии с 877, сын Карла II Лысого
- 879—880: Гуго Эльзасский (ок. 855—895), претендент в Лотарингии, сын Лотаря II.
- 879—882: Людовик III Младший (ок. 835—882), король Германии с 876, король Лотарингии с 879, сын Людовика II Немецкого
- 882—887: Карл III Толстый (839—888), король Германии 876—887, король Италии 879—887, император 881—887, король Лотарингии 882—887, король Франции 884—887, брат Людовика III Младшего
- 887—895: Арнульф Каринтийский (ок. 850—899), король Германии с 887, король Лотарингии 887—895, император с 896, племянник Карла III Толстого и Людовика III Младшего
- 895—900: Цвентибольд (ум. 900), король Лотарингии с 895, незаконный сын Арнульфа
- 900—911:Людовик IV Дитя (893—911), король Германии и Лотарингии с 900
- 911—923: Карл III Простоватый (879—929), король Франции 898—923, король Лотарингии 911—923, сын Людовика II Заики

## Герцогство Лотарингия

### Конрадины
- 903—910: Гебхард (ум. 910), граф в Веттерау и Рейнгау, герцог Лотарингии с ок. 903

### Регинариды
- 911—915: Ренье (Регинар) I (ум. 915), граф Геннегау (Эно) 880—898, граф Маасгау, герцог Лотарингии с 911

### Арденский дом (Вигерихиды)
- 915/916 — 921/922: Вигерих (ум. ок. 919), пфальцграф Лотарингии с 915/916

### Регинариды
- 928/929 — 938/939: Гизельберт (Жильбер) (ум. 939), герцог Лотарингии с 928/929, сын Ренье I

### Саксонская династия
- 939—940: Генрих I Баварский (919/922—955), герцог Лотарингии 939—940, герцог Баварии с 948, сын короля Германии Генриха I Птицелова

### Верденский дом
- 942—944: Оттон I (ум.944), граф Вердена с 923, герцог Лотарингии с 942, сын Рихвина, графа Вердена, и Кунигуды, вдовы пфальцграфа Вигериха

### Салическая (Франконская) династия
- 945—953: Конрад I Рыжий (ум. 955), герцог Лотарингии 945—953, муж Лиегарды, дочери императора Оттона I

### Саксонская династия
- 953—965: Бруно (Брюнон) (ок.925—965), архиепископ Кёльна с 953, герцог Лотарингии с 953, канцлер Германии с 940, брат императора Оттона I

В 959 году император разделил герцогство на 2 части: Верхняя Лотарингия и Нижняя Лотарингия. Верховную власть над Лотарингией сохранял Бруно, до 977 года герцоги Верхней и Нижней Лотарингии носили титул вице-герцог.

## Вице-герцоги Нижней Лотарингии

### Матфридинги
- 959—964: Готфрид (Жоффруа) (I) (ум.964), граф Эно (Геннегау) с 958, граф в Юлихгау, вице-герцог Нижней Лотарингии с 959
- 964—973: Рихер (ум.973), граф в Лютихгау, граф Эно (Геннегау) с 964, вице-герцог Нижней Лотарингии с 968
- 964—973: вакантно

## Герцоги Нижней Лотарингии

### Каролинги
- 978—992: Карл I (ум. после 992), сын Людовика IV Заморского, короля Западно-Франкского королевства, и Герберги Саксонской, вдовы Гизельберта, герцога Лотарингии
- 992—1012: Оттон II (ум. ок. 1012), сын Карла I

### Арденский дом (Вигерихиды), Верденская линия
- 1012—1023: Готфрид (Жоффруа) II (I) (ум.1023), граф Вердена, сын Готфрида I, графа Вердена
- 1023—1044: Гозело I (ок.970 — 1044), герцог Нижней Лотарингии с 1023, герцог Верхней Лотарингии с 1033, брат Готфрида II
- 1044—1046: Гозело II (ок.1008 — 1046), герцог Нижней Лотарингии с 1044, сын Гозело I

### Арденский дом (Вигерихиды), Люксембургский дом
- 1046—1065: Фридрих II Люксембургский (1003—1065), герцог Нижней Лотарингии с 1046, сын графа Фридриха I Люксембургского

### Арденский дом (Вигерихиды), Верденская линия
- 1065—1069: Готфрид (Жоффруа) II Бородатый (ум. 1069), герцог Верхней Лотарингии 1044—1047, герцог Нижней Лотарингии с 1065, сын Гоцело I
- 1069—1076: Готфрид (Жоффруа) III Горбатый (ок.1040 — 1076), герцог Нижней Лотарингии с 1069, сын Готфрида II

### Салическая (Франконская) династия
- 1076—1089: Конрад II (1074—1101), король Италии 1093—1098, король Германии 1087—1098, герцог Нижней Лотарингии и маркграф Турина 1076—1089 сын императора Генриха IV

вице-герцог : Альберт III Намюрский (ок.1035 — 1102), граф Намюра с 1063, регент (вице-герцог) Нижней Лотарингии 1076—1089

### Булонский дом
- 1089—1096: Готфрид (Жоффруа) IV Бульонский (ок.1060 — 1100), граф Бульонский, герцог Нижней Лотарингии с 1089, сын Эсташа II, графа Булони, и Иды, дочери герцога Готфрида III Бородатого

В 1096 году Готфрид Бульонский заложил герцогство, отправляясь в Крестовый поход. После его смерти за титул герцога Нижней Лотарингии спорили Лимбургский и Лувенский дома.

## Титулярные герцоги Нижней Лотарингии

### Лимбургский дом
- 1101—1106: Генрих II Лимбургский (ум. 1119), граф Арлона и Лимбурга (Генрих I) с 1081, герцог Нижней Лотарингии 1101—1106, внук Фридриха II Люксембургского

### Лувенский дом
- 1106—1125: Готфрид (Жоффруа) V Смелый (1060—1140), граф Лувена и Брюсселя (Годфрид I) с 1095, ландграф Брабанта с 1095, маркграф Антверпена, герцог Нижней Лотарингии 1106—1125, 1138—1140

### Лимбургский дом
- 1125—1138: Вальрам (Валеран) Лимбургский (ум. 1139), граф Арлона и герцог Лимбурга с 1119, герцог Нижней Лотарингии 1125—1138, сын Генриха Лимбургского

### Лувенский дом
- 1138—1140: Готфрид (Жоффруа) V Смелый, вторично
- 1140—1142: Готфрид (Жоффруа) VI (ум. 1142), граф Лувена и ландграф Брабанта (Готфрид II) с 1140, герцог Нижней Лотарингии с 1140, сын Готфрида V Смелого
- 1142—1190: Готфрид VII, граф Лувена, маркграф Брабанта (Готфрид III), герцог Нижней Лотарингии с 1143, сын Готфрида VI

В 1190 году Генрих I, сын Готфрида VII, принял титул герцога Брабанта, который вытеснил титул герцога Нижней Лотарингии.

## Герцоги Верхней Лотарингии (с XII века — Лотарингии)

### Арденский дом (Вигерихиды), Баруанская линия
- 959—978: Ферри (Фридрих) I (ок. 942 — 978), граф Бара, герцог Верхней Лотарингии с 959 (до 977 — вице-герцог), сын пфальцграфа Вигериха
- 978—1026: Тьерри (Дитрих) I (ок. 965 — 1026), граф Бара и герцог Верхней Лотарингии с 978, сын Ферри I
- 1026—1028: Ферри (Фридрих) II (ок. 995 — 1028), граф Бара и герцог Верхней Лотарингии с 1026, сын Тьерри I
- 1028—1033: Ферри (Фридрих) III (ок. 1015 — 1033), граф Бара и герцог Верхней Лотарингии с 1033, сын Ферри II

### Арденский дом (Вигерихиды), Верденская линия
- 1033—1044: Гозело (Гоцело) I (ок. 970 — 1044), герцог Нижней Лотарингии с 1023, герцог Верхней Лотарингии с 1033, брат Готфрида II
- 1044—1047: Готфрид (Жоффруа) II Бородатый (ум. 1069), герцог Верхней Лотарингии 1044—1047, герцог Нижней Лотарингии с 1065, сын Гоцело I

### Эльзасский дом (1047—1431)
- 1047—1048: Адальберт Эльзасский (ок. 1000 — 1048), граф Меца, герцог Верхней Лотарингии с 1048, сын Жерара, графа Меца и Шатенуа
- 1048—1070: Жерар I (ок.1030 — 1070), граф де Шатенуа, герцог Верхней Лотарингии с 1048, брат предыдущего
- 1070—1115: Тьерри (Дитрих) II Храбрый (ок.1055 — 1115), сын предыдущего
- 1115—1139: Симон I (ок.1076 — 1139), сын предыдущего
- 1139—1176: Матье I (ок.1110 — 1176), сын предыдущего
- 1176—1205: Симон II (ок.1140 — ок.1207), сын предыдущего

Герб герцогства Лотарингия, введенный Ферри I

- 1205—1206: Ферри (Фридрих) I (ок.1143 — 1206), сеньор де Бич, сын предыдущего
- 1205—1213: Ферри (Фридрих) II (ум.1213), сын предыдущего
- 1213—1220: Тибо I (ок. 1191—1220), сын предыдущего
- 1220—1251: Матье II (ум.1251), сын Ферри II

1251—1255: регент — Екатерина Лимбургская (ум.1255), жена Матье II
- 1251—1303: Ферри (Фридрих) III (1240—1303), сын предыдущего
- 1303—1312: Тибо II (ок.1260 — 1312), сын предыдущего
- 1312—1328: Ферри (Фридрих) IV Борец (1282—1328), сын предыдущего

1328—1331: регент — Елизавета Австрийская (1285—1328), жена Ферри IV
- 1328—1346: Рауль (Рудольф) Храбрый (1320—1346), сын предыдущего

1346—1360: регент — Мария де Шатильон (1323—1363), жена Рауля
- 1346—1390: Жан I (1346—1390), сын предыдущего
- 1390—1431: Карл II (I) (1364—1431), коннетабль Франции, сын предыдущего
- 1431—1453: Изабель I (1400—1453), дочь предыдущего

муж: Рене I Анжуйский (1409—1480)

### Анжуйский дом Валуа (1431—1473)

Герб герцогов Лотарингии из Анжуйского дома

- 1431—1453: Рене I Анжуйский (1409—1480), муж Изабеллы I, герцог Бара с 1430, герцог Лотарингии с 1431, граф Анжуйский с 1434, граф Прованса с 1435, король Неаполя 1435—1442, титулярный король Сицилии, Венгрии, Иерусалима и Арагона

1445—1453: Администратор герцогства — Жан II
- 1453—1470: Жан II (1425—1470), сын предыдущего

1466—1470: Администратор герцогства — Никола I
- 1470—1473: Никола I (1448—1473), сын предыдущего
- 1473—1473: Иоланда (1428—1483), дочь Рене I

муж: Ферри (Фридрих) II (1420—1470), граф де Водемон, их потомки унаследовали герцогство

### Дом де Водемон (1473—1737)

Герб Рене II, герцога Лотарингии

- 1473—1508: Рене II Лотарингский (1451—1508), граф де Водемон (1470), д’Омаль, д’Эльбёф (1473), сир де Жуанвиль (1476), герцог Лотарингии (1473), герцог де Бар (1480), барон Майенский (1481), сын Иоланды Анжуйской

1475—1477: Лотарингия оккупирована Карлом Смелым, герцогом Бургундским
- 1508—1544: Антуан Добрый (1489—1544), сын предыдущего
- 1544—1545: Франсуа I (1517—1545), сын предыдущего

1545—1552: регент — Кристина Датская (1521—1590), жена Франсуа I
1552—1559: регент — Никола (1524—1577), герцог де Меркер, брат Франсуа I
- 1545—1608: Карл III (II) (1543—1608), сын предыдущего
- 1608—1624: Генрих II Добрый (1563—1624), сын предыдущего
- 1624—1625: Николь (1608—1657), дочь предыдущего

муж: Карл IV (III)
- 1625—1625: Франсуа II (1572—1632), граф де Водемон, сын Карла III
- 1624—1634: Карл IV (III) (1604—1675), сын предыдущего

Герб герцогов Лотарингии с 1538 года

- 1634—1635: Никола II Франсуа (1609—1670), брат предыдущего
- 1635—1641: Лотарингия оккупирована Францией
- 1641—1641: Карл IV (III), вторично
- 1641—1659: Лотарингия оккупирована Францией
- 1659—1670: Карл IV (III), в третий раз
- 1670—1697: Лотарингия оккупирована Францией

1675—1690: Карл V (IV) (1643—1690), титулярный герцог Лотарингии, сын Никола II Франсуа
- 1697—1729: Леопольд I (1679—1729), сын предыдущего, титулярный герцог Лотарингии в 1690—1697
- 1729—1737: Франсуа III Этьен (1709—1765), сын предыдущего, император Священной Римской империи (Франц I) с 1745

В 1737 году герцог Франсуа III уступил Лотарингию тестю короля Франции Станиславу Лещинскому.

### Дом Лещинских (1737—1766)

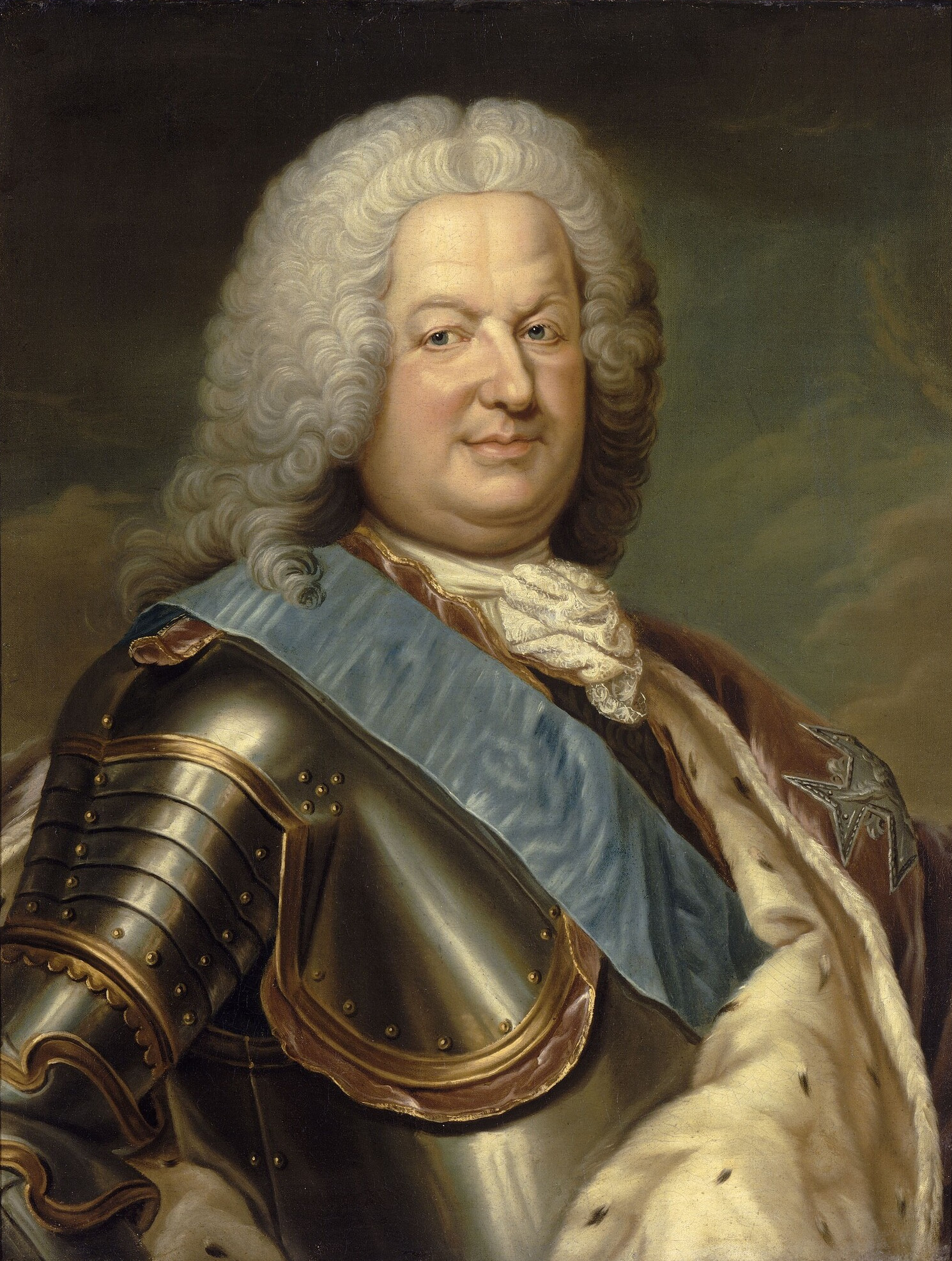
Станислав I Лещинский

- 1737—1766: Станислав I (1677—1766), король Польши 1704—1709
- 1766: Мария Лещинская (1725—1768), дочь предыдущего

муж: Людовик XV, король Франции
В 1766 году Лотарингия была включена в состав Франции.